# Oussama El Azzouzi
Oussama El Azzouzi (Veenendaal, Países Bajos, 29 de mayo de 2001) es un futbolista marroquí, que juega como centrocampista en el A. J. Auxerre de la Ligue 1.

## Trayectoria
Había militado en las categorías inferiores de F. C. Groningen y Vitesse Arnhem de los Países Bajos y jugó en el F. C. Emmen de la Eerste Divisie durante una temporada, ayudándoles a conseguir el ascenso como campeones a la Eredivisie al final de la temporada 2021-22. Firmó un contrato de tres años en el Royale Union Saint-Gilloise en julio de 2022, con opción a un año más. Debutó con el Union SG el 6 de agosto en la derrota a domicilio por 3-0 contra el KV Malinas.
El 20 de julio de 2023 se anunció su fichaje por el Bologna F. C. 1909 italiano. Allí permaneció dos años y en agosto de 2025 fue cedido una temporada al A. J. Auxerre.

## Vida personal
Nacido en los Países Bajos, es de ascendencia marroquí. Es hermano gemelo del futbolista Anouar El Azzouzi.

## Estadísticas

### Clubes
Actualizado al último partido disputado el 10 de mayo de 2025.
| Club                                  | Div.          | Temporada     | Liga  | Liga  | Copas nacionales | Copas nacionales | Copas internacionales | Copas internacionales | Total | Total |
| Club                                  | Div.          | Temporada     | Part. | Goles | Part.            | Goles            | Part.                 | Goles                 | Part. | Goles |
| ------------------------------------- | ------------- | ------------- | ----- | ----- | ---------------- | ---------------- | --------------------- | --------------------- | ----- | ----- |
| F. C. Emmen · Países Bajos            | 2.ª           | 2021-22       | 33    | 1     | 2                | 0                | ―                     | ―                     | 35    | 1     |
| F. C. Emmen · Países Bajos            | Total club    | Total club    | 33    | 1     | 2                | 0                | 0                     | 0                     | 35    | 1     |
| Royale Union Saint-Gilloise · Bélgica | 1.ª           | 2022-23       | 23    | 0     | 4                | 2                | 7                     | 0                     | 34    | 2     |
| Royale Union Saint-Gilloise · Bélgica | Total club    | Total club    | 23    | 0     | 4                | 2                | 7                     | 0                     | 34    | 2     |
| Bologna F. C. 1909 · Italia           | 1.ª           | 2023-24       | 18    | 2     | 2                | 0                | ―                     | ―                     | 20    | 2     |
| Bologna F. C. 1909 · Italia           | 1.ª           | 2024-25       | 2     | 0     | 1                | 0                | 0                     | 0                     | 3     | 0     |
| Bologna F. C. 1909 · Italia           | Total club    | Total club    | 20    | 2     | 3                | 0                | 0                     | 0                     | 23    | 2     |
| Total carrera                         | Total carrera | Total carrera | 76    | 3     | 8                | 2                | 7                     | 0                     | 91    | 5     |

## Palmarés

### Títulos nacionales
| Título      | Club               | País   | Año  |
| ----------- | ------------------ | ------ | ---- |
| Copa Italia | Bologna F. C. 1909 | Italia | 2025 |